# Jenna McDougall
Jenna Rachael McDougall (Sídney, Australia; 1 de junio de 1992), conocida como Jenna McDougall, es una cantante y compositora australiana. Es la vocalista de la banda pop punk Tonight Alive, formada en 2008. Hasta la fecha han lanzado cuatro álbumes de estudio; What Are You So Scared Of? (2011), The Other Side (2013), Limitless (2016) y Underworld (2018) así como tres EP.

## Infancia y adolescencia
Jenna Rachael McDougall nació en Sídney, Australia. Tiene dos hermanas menores. Durante su adolescencia, realizó pequeños shows para su familia. También tocó varios instrumentos mientras que estaba en la escuela secundaria y cantó en el coro de la misma, lo que aumentó su interés en la música.
Antes de entrar en Tonight Alive, tocó en shows acústicos en su ciudad natal.
Sufre de eccema y ha estado peleando con la enfermedad toda su vida, llegando a un punto crítico en 2012, cuando la banda se vio forzada a cancelar varios shows y un tour en la primavera de ese año.
Ésta experiencia es narrada en la canción The Ocean, primer sencillo y primer track de The Other Side.

## Carrera con Tonight Alive
Cuando Jenna entró a la banda, ésta sólo consistía de Jake Hardy (guitarra rítmica), Whakaio Taahi (guitarra líder) y Cameron Adler (bajo), por lo que necesitaban un vocalista y un baterista que se comprometiera con la misma.
Mientras tanto, ella tocaba sus shows acústicos, le pidió a Adler que la ayudara con sus demos. Como agradecimiento, McDougall grabó su voz en una pista de Tonight Alive, después de saber que la banda no tenía vocalista. Poco después se convirtió en la vocalista permanente, teniendo la primera práctica en mayo de 2008. Es el miembro más joven de la banda y aún estaba en la escuela secundaria cuando grabaron su primer EP.
En 2011, lanzaron su primer álbum de estudio, What Are You So Scared Of?. Éste recibió buenas críticas de parte de los expertos, que también destacaron el talento vocal de McDougall, debido a su versatilidad. El álbum fue relanzado en Estados Unidos a través de Fearless Records en febrero de 2012.
A principios de 2013, lanzaron un nuevo sencillo llamado Breakdown, el cual contaba con la colaboración de Benji Madden, guitarrista de Good Charlotte. Su segundo álbum de estudio The Other Side fue muy bien recibido por la crítica, siendo seleccionado como uno de los álbumes del año por la revista de rock inglesa Kerrang!.

## Influencias musicales
McDougall ha dicho que algunas de sus influencias y las de la banda son bandas que han tocado en el Warped Tour, como Blink 182, Yellowcard, Fall Out Boy y Pierce The Veil.
En cuanto a sus influencias personales, ella disfruta de la música de Led Zeppelin, Missy Higgins, Avril Lavigne, Hole, Letters to Cleo, Bob Marley, Alanis Morissette, Bon Iver, Jimi Hendrix, Rage Against the Machine, Rufio, The Script, Jimmy Eat World, Thrice y The Starting Line.

## Discografía
Con Tonight Alive

### Discos de estudio
| Año  | Álbum |
| ---- | --- |
| 2011 | What Are You So Scared Of? - Lanzamiento: 13 de octubre de 2011 - Sello discográfico: Sony BMG-Fearless Records |

| Año  | Álbum                                                                                                 |
| ---- | --- |
| 2013 | The Other Side - Lanzamiento: 6 de septiembre de 2013 - Sello discográfico: Sony BMG-Fearless Records |

### EP
| Año  | Álbum |
| ---- | --- |
| 2010 | All Shapes and Disguises EP - Lanzamiento:14 de junio de 2010 - Sello discográfico: Sony Music Australia |
| 2010 | Let it Land EP - Lanzamiento:16 de septiembre de 2010 - Sello discográfico: Sony Music Australia         |

### Vinilo
| Año  | Álbum                                                                                |
| ---- | ------------------------------------------------------------------------------------ |
| 2010 | Consider This EP - Lanzamiento:7 de noviembre de 2010 - Sello discográfico: Sony BMG |

### Sencillos
| Año  | Título                                                                                         | Álbum                      |
| ---- | ---------------------------------------------------------------------------------------------- | -------------------------- |
| 2011 | Starlight - Lanzamiento: 1 de julio de 2011 - Sello discográfico: Sony Music Australia         | What Are You So Scared Of? |
| 2011 | Let It Land - Lanzamiento: 19 de septiembre de 2011 - Sello discográfico: Sony Music Australia | What Are You So Scared Of? |

### Videos
| Año  | Título                | Álbum                                        |
| ---- | --------------------- | -------------------------------------------- |
| 2010 | "Wasting Away"        | Consider This EP                             |
| 2010 | "Breaking & Entering" | What Are You So Scared Of?                   |
| 2011 | "Starlight"           | What Are You So Scared Of?                   |
| 2011 | "Let It Land"         | Let It Land EP                               |
| 2012 | “Listening”           | What Are You So Scared Of?                   |
| 2013 | “Breakdown”           | /                                            |
| 2013 | “The Ocean”           | The Other Side                               |
| 2013 | “Lonely Girl”         | The Other Side                               |
| 2013 | “Come Home”           | The Other Side                               |
| 2014 | “The Edge”            | The Amazing Spider-Man 2 Original Soundtrack |
| 2015 | “Human Interaction”   | Limitless                                    |
| 2016 | “How Does It Feel?”   | Limitless                                    |
| 2016 | “Drive”               | Limitless                                    |
| 2017 | “World Away”          | /                                            |